# あの夏が聴こえてくる (アルバム)
『あの夏が聴こえてくる』（ -なつがき- ）は、MAGICの6枚目のオリジナル・アルバム。1995年5月21日にメルダックから発売。

## 内容
全曲の編曲及びプロデュースに織田哲郎を迎えた第4期MAGIC初のアルバム。メンバーの意向をかなり反映しており「MERRY GO ROUND」はアルバム収録曲の中でテンポが高く、エレクトロニック・ダンス・ミュージックに仕上がっている。「Rock'a Billy Nights」は谷田部憲昭が作曲・メインボーカルを担当。エグゼクティブ・プロデューサーの山崎眞行のコメントが掲載されている。

## 収録曲
特記以外作詞・作曲・全編曲:織田哲郎
1. -ZERO-（3：14）[2]
  - 作詞:上澤津孝
2. ZIG-ZAGクレイジーラブ（2：59）[2]
  - 作詞:上澤津孝・船橋孝樹
3. あの夏が聴こえてくる（4：46）[2]
  - 作詞:小田佳奈子
4. Endless summer love（3：51）[2]
  - 作詞・作曲:上澤津孝
5. 夜に駆ける（5：00）[2]
  - 作詞:松井五郎
  - 作曲:上澤津孝
6. STREET ANGEL II（3：02）[2]
  - 作詞:上澤津孝
7. MERRY GO ROUND（3：09）[2]
  - 作詞:上澤津孝
  - 作曲:上澤津孝・織田哲郎
8. DEDICATED TO NORMA JEANE（5：52）[2]
  - 作詞・作曲:上澤津孝
9. Rock'a Billy NIghts（3：40）[2]
  - 作詞:船橋孝樹
  - 作曲:谷田部憲昭
10. Someday/Somewhere（4：46）[2] - 原曲:織田哲郎
11. MAGIC〜俺たちのGlory days〜（6：12）[2]
  - 作詞・作曲:上澤津孝

## 演奏
- 上澤津孝 - ボーカル・アコースティック・ギター
- 谷田部憲昭 - コントラバス・エレクトリックベース・コーラス
- 小阪浩人 - ギター・コーラス
- 菅井敏昭 - ドラム
- 織田哲郎 - ギター・キーボード・プログラミング・コーラス